# Elin Pelin (Bulgaria)
Elin Pelin (in bulgaro Елин Пелин?) è un comune bulgaro situato nella Regione di Sofia di 14 104 abitanti (dati 2009). La sede comunale è nella località omonima. La città prende il nome dallo scrittore bulgaro omonimo.

## Località
Il comune è formato dall'insieme delle seguenti località:
- Bogdanlija
- Čurek
- Gabra
- Gara Elin Pelin
- Golema Rakovica
- Grigorevo
- Doganovo
- Elešnica
- Elin Pelin (sede comunale)
- Karapolci
- Krušovica
- Lesnovo
- Musačevo
- Novi han
- Ognjanovo
- Petkovo
- Potop
- Ravno Pole
- Stolnik